# Cyrnus insolutus
Cyrnus insolutus is een schietmot uit de familie Polycentropodidae. De soort komt voor in het Palearctisch gebied.